# Cincinnatian Hotel
El Hotel Cincinnatian es un edificio histórico en el centro de Cincinnati, Ohio, que figura en el Registro Nacional de Lugares Históricos desde el 3 de marzo de 1980. Es miembro de los Hoteles Históricos de América, el programa oficial del Fideicomiso Nacional para la Preservación Histórica. Desde 2018, el hotel es operado por Hilton y es parte de su exclusiva marca Curio Collection. Sus arquitectos son Thomas J. Emery  y Samuel Hannaford.

## Historia
Construido en 1882, fue originalmente llamado Palace Hote. El Palace Hotel contó con 300 habitaciones y un baño compartido en cada extremo de cada pasillo. El hotel Palace proporcionó a sus huéspedes mejoras modernas para la época como luces eléctricas y ascensores hidráulicos.  Afuera había postes de enganche y el hotel estaba ubicado donde los tranvías giraban.
El hotel pasó a llamarse Palace Hotel Cincinnatian el 24 de septiembre de 1948, que luego se redujo a Hotel Cincinnatian en 1951.
En 1987, el hotel fue sometido a una completa renovación de 25 millones de dólares, que agregó un atrio con cúpula de vidrio y redujo las 300 habitaciones a 146 habitaciones, incluidas siete suites. La renovación conservó la gran escalera de mármol y nogal del hotel. Desde entonces, el restaurante Cricket original ha sido reemplazado por el restaurante Palace y el Cricket Lounge.